# Balázs Erdélyi
Balázs Erdélyi (Eger, 16 febbraio 1990) è un pallanuotista ungherese, attaccante della De Akker Bologna e della nazionale ungherese.

## Palmarès

### Club
- Coppa d'Ungheria: 3

Eger: 2007, 2008, 2015
- Coppe LEN: 1

Vasas: 2022-23

### Nazionale
- Olimpiadi

 2020
- Mondiali

 2017
- Europei

 2014
 2016
 2020
 2022
- World League

 2014